# Christian Knappmann
Christian Knappmann (* 19. März 1981 in Düsseldorf) ist ein deutscher ehemaliger Fußballspieler und späterer Fußballtrainer.

## Karriere
Knappmann spielte in der Jugend unter anderem für Fortuna Düsseldorf und Borussia Mönchengladbach. Nach jeweils einer Spielzeit beim FC Remscheid und Ratingen 04/19 wechselte er im Jahr 2002 zu Kickers Offenbach. Anfang 2004 wechselte Knappmann zum VfR Neumünster, jedoch gab es ein halbes Jahr später den Wechsel zur TuS Koblenz. Im Jahr 2005 wechselte er nach Krefeld zum KFC Uerdingen 05. Dort spielte er von Juli 2005 bis Januar 2007 sowie von August desselben Jahres bis Januar 2008. Dazwischen gab es ein halbjähriges Gastspiel beim FC Gütersloh 2000. Nach der Zeit in Krefeld wechselte Knappmann zum SC Verl. Diesen verließ er 2010 und schloss sich dem Drittligisten Rot Weiss Ahlen an. Nur ein halbes Jahr später wechselte er zum Ligakonkurrenten Wacker Burghausen.
In der Sommerpause 2011 wechselte Knappmann zur Wuppertaler SV Borussia, einem seiner ehemaligen Jugendvereine. In einer für ihn überaus erfolgreichen Spielzeit, in der Knappmann zweimal einen Hattrick und fünfmal einen Doppelpack erzielte und mit insgesamt 30 Saisontreffern Torschützenkönig der Regionalliga West wurde, landete er mit dem WSV auf dem fünften Tabellenplatz. Nachdem er auch in der Hinrunde 2012/13 überzeugen konnte, wechselte er zur Rückrunde zur zweiten Mannschaft von Borussia Dortmund in die 3. Liga. Dort blieb er jedoch in 16 Rückrundenspielen ohne Torerfolg. Zur Saison 2013/14 wechselte Knappmann zu Rot-Weiss Essen und unterschrieb einen Zweijahresvertrag. Dieser wurde jedoch bereits zur Winterpause im Dezember 2013 wieder aufgelöst. Der Oberligist SV Rödinghausen verpflichtete den Stürmer für die Rückrunde. Mit 14 Toren in 18 Spielen verhalf er dem Verein zum Aufstieg in die Regionalliga West. In der Winterpause 2014/15 löste er seinen Vertrag in Rödinghausen wieder auf und schloss sich als Spielender Co-Trainer dem norddeutschen Regionalligisten TSV Havelse an. Aus gesundheitlichen Gründen verließ er den Verein nach drei Monaten bereits im März 2015 wieder.
Er wechselte zum 1. Juli 2015 zu Westfalia Herne. Im November übernahm er dort zusätzlich den Trainerposten, seine Spielerkarriere war damit beendet. Nach einer Entlassung als Trainer bei Westfalia Herne intervenierte die Mannschaft und konnte den Verbleib erzwingen. Anfang Oktober 2021 trat Knappmann als Herner Trainer zurück, Ende 2021 heuerte er beim Landesligisten DJK Blau-Weiß Mintard an. Ende November 2022 trat Knappmann von seinem Amt bei den Mülheimer Vorstädtern zurück.
Schon am 1. Dezember 2022 wurde Christian Knappmann als neuer Trainer des Oberligisten FC Kray vorgestellt, der zu diesem Zeitpunkt nach achtzehn von 40 Saisonspielen dreizehn Punkte Rückstand auf die Nichtabstiegsplätze aufwies. Anfang April wechselte Knappmann zum Unwillen der Krayer zum westfälischen Oberligisten TuS Bövinghausen, am 17. Oktober 2023 trat er von seinem Amt bei den Dortmunder Vorstädtern zurück. Ende November 2023 wurde bekannt, dass Knappmann als Trainer zum mittlerweile in die Landesliga abgestiegenen SC Westfalia Herne zurückkehrt. Dort schaffte er in der Saison 2023/2024 mit dem Verein den direkten Wiederaufstieg in die Westfalenliga. Im Februar 2025 trat er als Trainer zurück. Im April 2025 verkündete der SV Sodingen, dass Christian Knappmann ab der Saison 2025/2026 dort den Posten des Trainers übernimmt.

## Erfolge
- Torschützenkönig der Regionalliga West in der Saison 2009/10 (16 Tore)
- Torschützenkönig der Regionalliga West in der Saison 2011/12 (30 Tore)